# Iglesia de San Millán (Cizúrquil)
La iglesia de San Millán es un inmueble de la localidad española de Cizúrquil, en la provincia de Guipúzcoa.

## Descripción
El edificio se encuentra en la localidad española de Cizúrquil, perteneciente a la provincia de Guipúzcoa, en la comunidad autónoma del País Vasco. Se menciona como iglesia parroquial del lugar en el Diccionario histórico-geográfico-descriptivo de los pueblos, valles, partidos, alcaldías y uniones de Guipúzcoa (1862) de Pablo de Gorosábel, donde aparece descrita con las siguientes palabras:

La poblacion se compone de un grupo de casas aisladas y sin órden de calle, en cuyo centro se halla la plaza, la casa concejil y la iglesia parroquial, que es de la advocacion de San Milian. Su patrono es el marqués de este mismo título, como sucesor del general de marina D. Antonio de Oquendo; quien presenta la vicaría en hijos naturales de la propia villa, y tambien lo hacia de los dos beneficiados antes del último concordato. Esta parroquia es muy antigua, y su territorio debió ser en algun tiempo mayor que en el dia; pues se halla en la posesion inmemorial de percibir la mitad de los diezmos de los barrios de Andatza y Zumea, pertenecientes á las jurisdicciones civiles de la universidad de Aya y villa de Andoain respectivamente. Además los individuos del cabildo eclesiástico de Cizurquil tienen derecho de asistir á la parroquia de Andoain á las funciones fúnebres de las personas que mueran en dicho barrio de Zumea, incorporándose con sobrepelliz á los cabildantes y llevando iguales emolumentos que estos.
(Gorosábel, 1862, p. 123)